# Sporting Club nîmois
Le Sporting Club nîmois est un club français de football basé à Nîmes, fondé en 1901 et disparu en 1937.
Le club remporte son premier titre en 1908 lorsqu'il met fin à la domination de l'Olympique de Cette sur le championnat du Languedoc. Après plusieurs années au plus haut niveau du football régional, c'est en toute logique que le club intègre en 1932 la première édition du championnat professionnel national. Après trois saisons dans l'élite nationale, le club descend, puis des problèmes financiers obligent les dirigeants à mettre la clé sous la porte en 1937.
Jouant au stade de la route d'Arles jusqu'en 1919, le club emménage après la Guerre au Parc des sports renommé ensuite Stade Jean Bouin, qui restera son antre jusqu'à sa disparition, devenant par la suite le stade mythique du Nîmes Olympique.

## Histoire
En rentrant d'un séjour de deux ans à Liverpool où il était parti étudier, Henry Monnier alors âgé de 21 ans s'est pris de passion pour le ballon rond et avec quelque amis, ils créent le Football Club Nîmois. Le recrutement s'effectue, à l'origine, parmi les jeunes protestants de l'« Union Chrétienne ». Henry Monnier désirant créer un grand club dans la capitale gardoise, entre en contact avec Célestin Torre, le président de la section de football de la Jeunesse Sportive du Gard basé à Nîmes. Les deux clubs fusionnent en novembre 1901, et donnent naissance au Sporting Club nîmois. Le club est présidé jusqu'en 1929 par Henry Monnier, qui est aussi joueur et capitaine pendant une dizaine d'années. Lors de ses débuts, le SCN n'ayant pas de stade, il joue ses rencontres amicales sur des terrains vagues, puis s'installe au stade de la Galère sur la route d'Arles.
En 1907, le SC Nîmois s'affilie à l'Union des Sociétés Françaises de Sports Athlétique, et échoue en demi-finale du Championnat du Languedoc, avec dans ses rangs Fernand Augade, Gustave Rambaud, Georges Jean, les frères Henry et Maurice Chabrol.
En 1908, le SCN arrache à l'Olympique de Cette le titre de champion du Languedoc. Les Nîmois sont ensuite écartés des phases finales du Championnat de France de football USFSA par l'Olympique de Marseille dès le premier tour.
En 1912, des désaccords apparaissent au sein du club entre les jeunes et la vieille génération. L'association se scinde en deux : les jeunes créent le Football Union Nîmois (FUN) tandis que les anciens se retrouvent au sein du Football Club Nîmois (FCN)
Parmi les animateurs du jeu nîmois, Augade, Rambaud et Maurice Chabrol sont les plus connus, le dernier tombant au champ d'honneur lors de la Grande Guerre comme bon nombre de ses coéquipiers comme Bagnols et Abbal. La guerre achevée, le club reprend ses activités le 15 avril 1919 sous son nom de Sporting Club Nîmois.
Installé jusque-là route d'Arles, le SCN s'installe au Parc des Sports, rue du Jeu de Mail, en 1919. En 1922, le SCN absorbe son rival, le Football Association nîmois (FAN, anciennement FUN issu de la scission de 1912) de Marcel Cambon, qui jouait ses rencontres au Stade de La Galère,près de la rue de l'Abatoir.
Emmenés par René Dedieu, les Nîmois s'illustrent dans la prestigieuse Division d'honneur du Sud-Est, en accrochant un titre de vice-champion en 1925. En 1927, les Nîmois perdent toutefois leur place mais remontent dès la saison suivante en restant invaincus.
En octobre 1931, le président de la République, Gaston Doumergue, vient inaugurer le stade Jean Bouin qui est en fait le Parc des Sports rénové.
Le club nîmois opte en 1932 pour le professionnalisme, lorsque celui-ci est créé et assure son maintien parmi l'élite, en décrochant la cinquième place de son groupe lors de la saison 1932-1933. Le Sporting se maintient finalement trois saisons en Division 1, et accueille des pointures de l'époque, comme Josef Silný, finaliste de la Coupe du monde 1934 l'année de sa venue dans le Gard.
Malgré les recrutements de Tony Carvan, d'Alexander Cheyne et d'Andrew Wilson, le club est relégué à l'issue de la saison 1934-1935.
Englué dans des problèmes financiers, le SCN abandonne le statut professionnel en 1935 et cesse ses activités en 1937 après une dernière saison en amateur où le club remporte le titre de Champion du Gard 1ère série. Sous l'impulsion de personnalités nîmoises, le club est sauvegardé artificiellement dans les registres du district Gard-Lozère, empêchant ainsi tout club gardois de récupérer son héritage.[Quoi ?]
Un nouveau Sporting Club Nîmois est créé en 2011 et évolue dans les championnats du District du Gard. Il revendique l'héritage du premier SCN (même nom, mêmes couleurs, même blason), mais les deux clubs n'ont par principe aucun rapport.

## Image et identité
Les couleurs du clubs sont le rouge et le blanc.

## Palmarès et records
Le club nîmois totalise 3 participations en première division nationale.
Le club a participé à 24 éditions de la Coupe de France.
Le tableau ci-dessous récapitule tous les matches officiels disputés par le club dans les différentes compétitions nationales.
| Championnats                   | Saisons | Titres | J  | G  | N  | P  | Bp  | Bc  | Diff |
| Division 1 (1932-1935)         | 3       | 0      | 74 | 24 | 11 | 39 | 140 | 177 | -37  |
| Division 2 (1935-1936)         | 1       | 0      | 0  | 0  | 0  | 0  | 0   | 0   | 0    |
| Division d’Honneur (1922-1932) | 8       | 0      |    |    |    |    |     |     |      |
| Coupes nationales              | Saisons | Titres | J  | G  | N  | P  | Bp  | Bc  | Diff |

### Palmarès
Le palmarès du club compte principalement un titre de champion du Languedoc.
| Compétitions nationales                                  | Compétitions régionales                                 |
| - Championnat de France - Meilleur classement : 5e 1933. | - Championnat du Languedoc (1 titre) - Champion : 1908. |

## Structures du club

### Stades
| \| Stade Jean Bouin Stade de la Route d'Arles Domaine de la Bastide \| Emplacement des différents · stades à Nîmes. |
| Stade Jean Bouin Stade de la Route d'Arles Domaine de la Bastide                                                    |

Le stade historique du club nîmois est le Parc des Sports (originellement appelé Stade de la rue du Mail), stade inauguré en 1919. Le stade est agrandi et renommé Stade Jean Bouin, en octobre 1931 en présence lors de l'inauguration du Président de la République, Gaston Doumergue. Avant la création d'un stade destiné au football nîmois, le club évoluait sur le stade de la Route d'Arles.

## Joueurs emblématiques
| - André Chardar - Alec Cheyne - René Dedieu - Marcel Domergue | - Edmond Kramer - Georges Kramer - Albert Polge - Paul Schnoeck | - Josef Silný - Ljubiša Stefanović - Alexandre Villaplane - Andrew Wilson |